# 雙北公共運輸定期票
雙北公共運輸定期票，通稱1280定期月票或1280，是由臺北市政府與新北市政府於2018年4月至2023年6月共同推出的公共運輸定期票，適用範圍為臺北捷運、新北捷運、臺北市市區公車及新北市市區公車路線，2018年4月16日起生效。因應TPASS行政院通勤月票發行，1280月票販售及使用至2023年6月30日。

## 概要
2018年3月12日，時任新北市市長朱立倫與臺北市市長柯文哲共同召開記者會宣布，自2018年4月16日起推出新臺幣1,280元定期票。
2020年4月29日，悠遊卡公司之行動支付服務悠遊付開通線上購買定期票服務，並作為定期票的載具。
由於實施雙北公共運輸定期票，臺北市政府和新北市政府每年需補貼新臺幣9億4千萬元給相關業者。
2023年5月15日台北市政府表示北北基桃1200元月票於6月15日起開賣 ，北捷也公告雙北公共運輸定期票販賣及使用至6月30日止；7月1日起走入歷史並接受退費；如要用原卡購買使用1200月票需先完成原1280定期票退費。

### 使用方式
- 以悠遊卡或是悠遊付為載具，可於臺北捷運站內的詢問處或自動售票機做設定（未開放更多電子票證）。
- 可記名亦可不記名，禁止共用，不記名票卡無法掛失。
- 在票卡有效期間（30日）內可不限次數使用以下指定運具。
  - 臺北市聯營公車（僅限段次計費路線，不含里程收費公車）
  - 新北市市區公車
  - 臺北捷運
  - 新北捷運（不開放悠遊付乘車)
  - 雙北市內YouBike借車前30分鐘免費（原來含政府補助後需新臺幣5元）[9]
  - 淡海輕軌
  - 安坑輕軌

## 個人評論
前悠遊卡董事長暨總經理陳亭如表示，觀察月票族的態樣、動態讓人有意想不到的發現，「交通動線會帶動經濟動線」，因為「吃到飽」的誘因，月票族可以擴大生活動線、去到過去不曾去的地方，無形中更帶動當地的經濟。